# Taurul de Cupru
Taurul de Cupru (în engleză: Copper Bull) este o statuie de cupru găsită la Tell al-`Ubaid în actualul Irak, de arheologul englez Leonard Woolley în anul 1923. Sculptura ce datează din jurul anului 2600 î.e.n., este în prezent expusă la British Museum din Londra, Anglia.